# Querxequir
Querxequir (em turco: Kırşehir), outrora chamada Justinianópolis e Mocisso (em grego: Μωκισσός; romaniz.: Mōkissós), é uma cidade e distrito da Turquia. É capital da província homónima e faz parte da região da Anatólia Central. O distrito tem 1 719 km² de área e em dezembro de 2021 tinha 160 737 habitantes (densidade: 93,5 hab./km²), dos quais 148 207 na cidade.